# あなたの味方
「あなたの味方」（あなたのみかた）は、JIGGER'S SONのアルバム。

## 概要
セレクションアルバムのリリースでこれまでの活動に一区切りを付けて制作を開始。コンセプトは特にないが、レコーディングのノウハウを蓄積してスムーズに作業できたことや、詞や曲を解りやすい簡単なものにしようと決めていたことが影響しているとさとるが語っている。
リリースに先駆けて、FM愛知で「坂本さとる あなたの味方」がスタート。
発売前に東名阪ツアーが行われ、翌1996年3～5月に全国ツアー「あなたも味方」を敢行。一部会場はアコースティックスタイルでの開催だった。このツアー以前にバンドは所属事務所との契約終了を決意し、全国をさとるのマイカーと楽器車だけで巡った。最終日1996年5月5日新宿日清パワーステーション公演にはCHAKAと瀬木貴将がゲスト出演し、アンコールのラストにはこの日限りの新曲「一番だった」を披露した。

## 収録曲
M-10を除く全曲作詞・曲は坂本さとる。
1. さらし者（豪華風）
ホーンセクションとガヤ(コーラス)を追加。メンバーは「この曲を1曲目に持ってきたのが今作の勢いを表している」と評した[2]。
2. 最後に笑うやつが1番よく笑う
3. あなたの味方
4. 好きになりたい
5. 河
元PSY・SのCHAKAがゲストボーカル、瀬木貴将がサンポーニャで参加。
6. さよならは僕が言う
7. クロ
8. どうすればいいの
9. 最後のキス
10. 花
作詞・曲　渡辺洋一
11. 告白